# یواس‌اس ساراتوگا (۱۷۸۰)
یواس‌اس ساراتوگا (۱۷۸۰) (به انگلیسی: USS Saratoga (1780)) یک کشتی بود که طول آن ۶۸ فوت (۲۱ متر) بود. این کشتی در سال ۱۷۸۰ ساخته شد.